# Prunus mitsuminensis
Prunus mitsuminensis är en rosväxtart som beskrevs av T. Moriya. Prunus mitsuminensis ingår i släktet prunusar, och familjen rosväxter. Inga underarter finns listade i Catalogue of Life.